# AVL Schrick
Die AVL Schrick GmbH (Eigenschreibweise AVL SCHRICK) ist ein Tochterunternehmen von AVL List. Es entwickelt und fertigt Verbrennungsmotoren und Verbrennungsmotor-Komponenten, u. a. für die Automobilindustrie, Luftfahrtunternehmen sowie für den Einsatz in motorenbetriebenen Haushalts- und Freizeitgeräten. Die Produktpalette reicht von Einzylindermotoren für Blockheizkraftwerk über Flug- und Pkw-Motoren bis hin zu Motorenbauteilen für Lastkraftwagen oder Supersportwagen wie den Bugatti Veyron.

## Unternehmensgeschichte
Gegründet wurde das Unternehmen als Dr. Schrick GmbH 1969 in Cremlingen-Abbenrode bei Braunschweig von Peter Schrick (* 1934, † 2007). Die Wurzeln des Unternehmens liegen im Motorsport und hier insbesondere in der Herstellung von Nockenwellen. Tim Schrick, Sohn des Unternehmensgründers Peter Schrick, betätigt sich als Rennfahrer und TV-Moderator im Bereich Automobil- und Rennsport. Bereits 1970 expandierte Schrick am neuen Standort Remscheid. Der ersten Turboladerentwicklung im Jahr 1972 folgte Mitte der 1980er-Jahre der erste komplette Motor für den Renneinsatz.
In den 1980er und 1990er Jahren etablierte sich das Unternehmen zunehmend als Anbieter von Antrieben für Rennsport und Automobilindustrie. In den 1990er-Jahren folgten weitere Unternehmens-Meilensteine: der erste Benzinmotor für den Serieneinsatz (1992), das erste Hybridkonzept (1995) und schließlich 1998 der erste non-automotive Antrieb, der den Grundstein für AVL Schricks spätere Zusammenarbeit mit verschiedenen non-automotiven Branchen legte. Seit 2024 sind Niels Möller und Renato Sensi Geschäftsführer von AVL Schrick.
Um die 2000er Jahre baute das Unternehmen für VW und Bugatti die ersten Prototypen des W16 Motors. Dieser fand dann seinen Platz im Bugatti Veyron und leistete zu Beginn 1001 PS. Zum letzten Mal hat der Motor seinen Platz im 2022 vorgestellten Bugatti W16 Mistral gefunden. Dort wird die finale Motorversion 1600 PS leisten. Der W16 wird jedoch nicht bei Schrick, sondern von VW selber im niedersächsischen Motorenwerk Salzgitter gefertigt.
AVL Schrick entwickelt und fertigt  Verbrennungsmotoren und Motorkomponenten. Seit 2002 gehört das Unternehmen zu AVL List und firmiert seit dem 1. September 2007 unter AVL Schrick GmbH. AVL Schrick ist damit Teil des weltgrößten privatwirtschaftlichen Antriebsentwicklers. Seit den frühen 2000er Jahren beschäftigt sich das Unternehmen mit der Entwicklung neuer, alternativer Antriebskonzepte. So integrierte AVL Schrick bereits 2003 Hybrid-Technologien in Fahrzeuge. Nach einer Standorterweiterung im Jahr 2007 aufgrund des starken Unternehmenswachstums startete AVL Schrick im Jahr 2010 den Serienanlauf von Blockheizkraftwerken. 2012 expandierte das Unternehmen im Bereich seiner Kleinserien (APU) sowie der Forschung und Entwicklung bezüglich der Nutzung von Restwärme (Waste Heat Recovery).

## Entwicklung
Neben der Motorenentwicklung wird unter anderem die Durchführung von Designstudien, die Konstruktion und Optimierung von Motorenkomponenten und Baugruppen, 3-D-Modellierungen, die Entwicklung von Speziallösungen z. B. zur Energierückgewinnung für stationäre Anwendungen und Blockheizkraftwerke. angeboten. Das Unternehmen verfügt über ein eigenes CAE-Zentrum, mit dessen Hilfe in der Konzeptionsphase Aussagen über Komponenten und Bauteile sowie deren Leistungsparameter und Belastungsspielräume getroffen werden können. Kosten und Entwicklungszeiten werden auf diese Weise reduziert.
Fluidmechanische Berechnungen dienen der Optimierung des Strömungsverhaltens, der Steigerung des Wirkungsgrades und der Minimierung von Energieverlusten in der automobilen Konstruktion. Strukturmechanische Anwendungen überprüfen die Funktionalität und Belastbarkeit von Festkörpern mithilfe numerischer Berechnungsverfahren, u. a. durch die Ermittlung der Werte der Dauerfestigkeit, Spannung, Dehnung und Deformation.

### Motorenversuch
Das Unternehmen verfügt über zwölf Prüfstände – darunter Leistungs- und Schleppprüfstände für PKW und Nutzfahrzeuganwendungen von wenigen kW bis zu 1400 kW.
Zu den AVL Schrick Sonderprüfständen zählen:
- Höhen- und Klima-Prüfstand: Simulation des verbrennungsmotorischen Betriebes bis zu 5.000 m Höhe im Temperaturbereich von −25 °C bis 60 °C
- Turboladerprüfstand für die Entwicklung und Erprobung von Aufladungssystemen. Dort werden z. B. Thermal-Schock-Tests durchgeführt und automatisierte Messungen von Turbinen und Kompressor-Kennfeldern bis zu einer Gas-Temperatur von 1.050 °C
- Schwenkprüfstand für hohe dynamische Motorerprobungen, Leistung bis 750 kW, 525 Nm, 8.500/min, Schwenkgeschwindigkeit bis 180°/s, Schwenkwinkel bis ±70° für beide Achsen, gefeuerter und nicht-gefeuerter Betrieb möglich, Messung von Ölverschäumung während des Betriebs
- Kältekammer, die Tests bei bis zu −40 °C an ganzen Fahrzeugen erlaubt

Zu den AVL Schrick E-Drive- und E-Mobility-Prüfständen zählen:
- E-Achs-Prüfstand mit einer maximalen Leistung von 250 kW für PKW- und leichte Nutzfahrzeuganwendungen
- E-Motor-Prüfstand mit einer maximalen Leistung von 250 kW für PKW- und leichte Nutzfahrzeuganwendungen
- E-Blower-Prüfstand zur Entwicklung und Entwicklung von Kühlgebläse in Brennstoffzellen-Anwendungen

Neben Standardmesstechniken zur Erfassung motor- und abgasrelevanter Messgrößen stehen auch mobile Sondermesstechniken, z. B. für vielseitige Aufgaben aus den Bereichen Indizierung, Dynamik oder Bauteilbelastung, zur Verfügung.

## Standorte
- Wolfsburg
- München
- Remscheid
- Mladá Boleslav